# Niedźwiedź z Nandi
Ten artykuł dotyczy stworzenia, którego istnienia nie potwierdza współczesna zoologia.
Niedźwiedź z Nandi (niedźwiedź nandi, nandi) – tajemnicze zwierzę, obiekt zainteresowania kryptozoologii. Opisywany jako ssak podobny do niedźwiedzia, wielkiego pawiana lub wielkiej hieny, rzekomo występujący w Afryce Wschodniej.
Niedźwiedzie obecnie nie występują w Afryce, jednak w górskich lasach Maroka istniał do XIX wieku podgatunek niedźwiedzia brunatnego – niedźwiedź berberyjski (Ursus arctos crowtheri).
Niedźwiedź z Nandi opisywany jest jako bardzo agresywny drapieżnik, żerujący nocą, napadający na ludzkie domostwa i na ludzi. W językach afrykańskich określany terminami chemosit, chimiset (diabeł), gateit (co znaczy wyjadacz mózgu), genonet, duba (od arabskiego słowa dubb – niedźwiedź), nunda, nundar, mngwa, mu-ngwa, kerit, koddoelo i innymi. Nazwa „niedźwiedź z Nandi” (Nandi Bear) została nadana przez kolonistów brytyjskich w I połowie XX wieku.
Niedźwiedź z Nandi to pojemny termin, którym określano różnego rodzaju tajemnicze bestie ze wschodniej Afryki (zwłaszcza z hrabstwa Nandii w zachodniej Kenii)
Najczęściej wygląd zwierzęcia jest opisywany następująco:
- ciało grube, krępe
- wysokie łopatki, grzbiet pochyły
- przód ciała pokryty gęstym futrem, tył gładszy i mniej owłosiony
- długi, dość ostro zakończony ryj
- małe uszy
- niewidoczny ogon
- Barwa jasnobrązowa (jak u lwa lub hieny) do ciemnobrązowej